# Johann Jakob Walther (componist)
Johann Jakob Walther (Erfurt, 1650 - Mainz, 2 november 1717) was een Duits violist en componist.

## Levensloop
De feiten over Walthers leven stammen uit het Musikalischen Lexikon van Johann Gottfried Walther (een neef van Johann Sebastian Bach). Dit muzieknaslagwerk verscheen voor het eerst in 1732. Walther werd geboren in Witterda bij Erfurt. Tussen 1670 en 1674 zou hij violist zijn geweest in het orkest van Cosimo III de' Medici in Florence. In 1674 werd hij kapelmeester aan het hof in Dresden. Na de dood van zijn broodheer in 1680 werd hij Italiaans gezant (secretaris) aan het hof in Mainz en werd priester gewijd. Hij overleed in Mainz.
Samen met Heinrich Ignaz Franz Biber en Johann Paul von Westhoff behoort J.J. Walther tot de meest significante violisten van de 17e eeuw. Zijn werk vraagt een virtuoze technische uitvoering, en toont een scala aan vormen en variatietechnieken.

## Composities
Er zijn 40 werken overgeleverd, die in twee banden zijn uitgegeven.
1. Scherzi da Violino solo con il basso continuo, (gepubliceerd in 1676). Deze viool-solocyclus loopt vooruit op Paganini's technieken: door middel van pizzicato wordt een harp geïmiteerd, terwijl tegelijkertijd met de stokstreek de zang van een nachtegaal wordt uitgebeeld.
2. Hortus chelicus (gepubliceerd in 1688, in de tweede druk uit 1694 met een nieuwe titel: Wohlgepflanzter Violinischer Lustgarten). In het voorwoord bij de tweede druk schrijft Walther dat hij erop vertrouwt dat deze editie net zo'n succes zal worden als de eerste druk. Het bevat 28 stukken en is meer gevarieerd dan de werken uit de eerste band.